# Hohenberg (Gemeinde Lunz)
Hohenberg ist eine Katastralgemeinde der Gemeinde Lunz am See im Bezirk Scheibbs in Niederösterreich.
Die Katastralgemeinde befindet sich nördlich von Lunz und besteht aus zahlreichen kleinen Siedlungseinheiten, wovon heute Pfaffenschlag, Bodingbach und Holzapfel die bedeutendsten sind. Die westliche Grenze verläuft ungefähr längs des Bodingbaches und damit durch das Tal. Namensgebend war das heute wenig bedeutungsvolle Anwesen Hohenberg beim Lunzberg. Im Franziszeischen Kataster ist bei Pfaffenschlag auch eine nicht näher ausgewiesene Lage Hohenberg vermerkt.

## Siedlungsentwicklung
Zum Jahreswechsel 1979/1980 befanden sich in der Katastralgemeinde Hohenberg insgesamt 94 Bauflächen mit 23.485 m² und 33 Gärten auf 24.795 m² und auch 1989/1990 gab es 94 Bauflächen. 1999/2000 war die Zahl der Bauflächen auf 244 angewachsen und 2009/2010 bestanden 149 Gebäude auf 241 Bauflächen.

## Geschichte
Laut Adressbuch von Österreich waren im Jahr 1938 in Hohenberg zwei Gastwirte, ein Gemischtwarenhändler, eine Sägewerk, ein Viehhändler und zahlreiche Landwirte ansässig.